# Küstriner Vorland
Küstriner Vorland is een gemeente in de Duitse deelstaat Brandenburg, en maakt deel uit van de Landkreis Märkisch-Oderland.
Küstriner Vorland telt 2.573 inwoners.

## Plaatsen binnen Küstriner Vorland

### Gorgast
Gorgast heeft 900 inwoners. Gorgast werd in de geschiedenis in 1375 voor het eerst genoemd.

### Küstrin-Kietz
Küstrin-Kietz, van 1954 tot 1991 Kietz, is het bij Duitsland gebleven deel van de oude vestingstad Kostrzyn nad Odrą (Duits: Küstrin). Küstrin-Kietz heeft 850 inwoners.

### Manschnow
Manschnow stamt uit 1336 en heeft 1250 inwoners.
Altlandsberg ·
Alt Tucheband ·
Bad Freienwalde ·
Beiersdorf-Freudenberg ·
Bleyen-Genschmar ·
Bliesdorf ·
Buckow (Märkische Schweiz) ·
Falkenberg ·
Falkenhagen (Mark) ·
Fichtenhöhe ·
Fredersdorf-Vogelsdorf ·
Garzau-Garzin ·
Golzow ·
Gusow-Platkow ·
Heckelberg-Brunow ·
Höhenland ·
Hoppegarten ·
Küstriner Vorland ·
Lebus ·
Letschin ·
Lietzen ·
Lindendorf ·
Märkische Höhe ·
Müncheberg ·
Neuenhagen bei Berlin ·
Neuhardenberg ·
Neulewin ·
Neutrebbin ·
Oberbarnim ·
Oderaue ·
Petershagen/Eggersdorf ·
Podelzig ·
Prötzel ·
Rehfelde ·
Reichenow-Möglin ·
Reitwein ·
Rüdersdorf bei Berlin ·
Seelow ·
Strausberg ·
Treplin ·
Vierlinden ·
Waldsieversdorf ·
Wriezen ·
Zechin ·
Zeschdorf